# Cendre volante

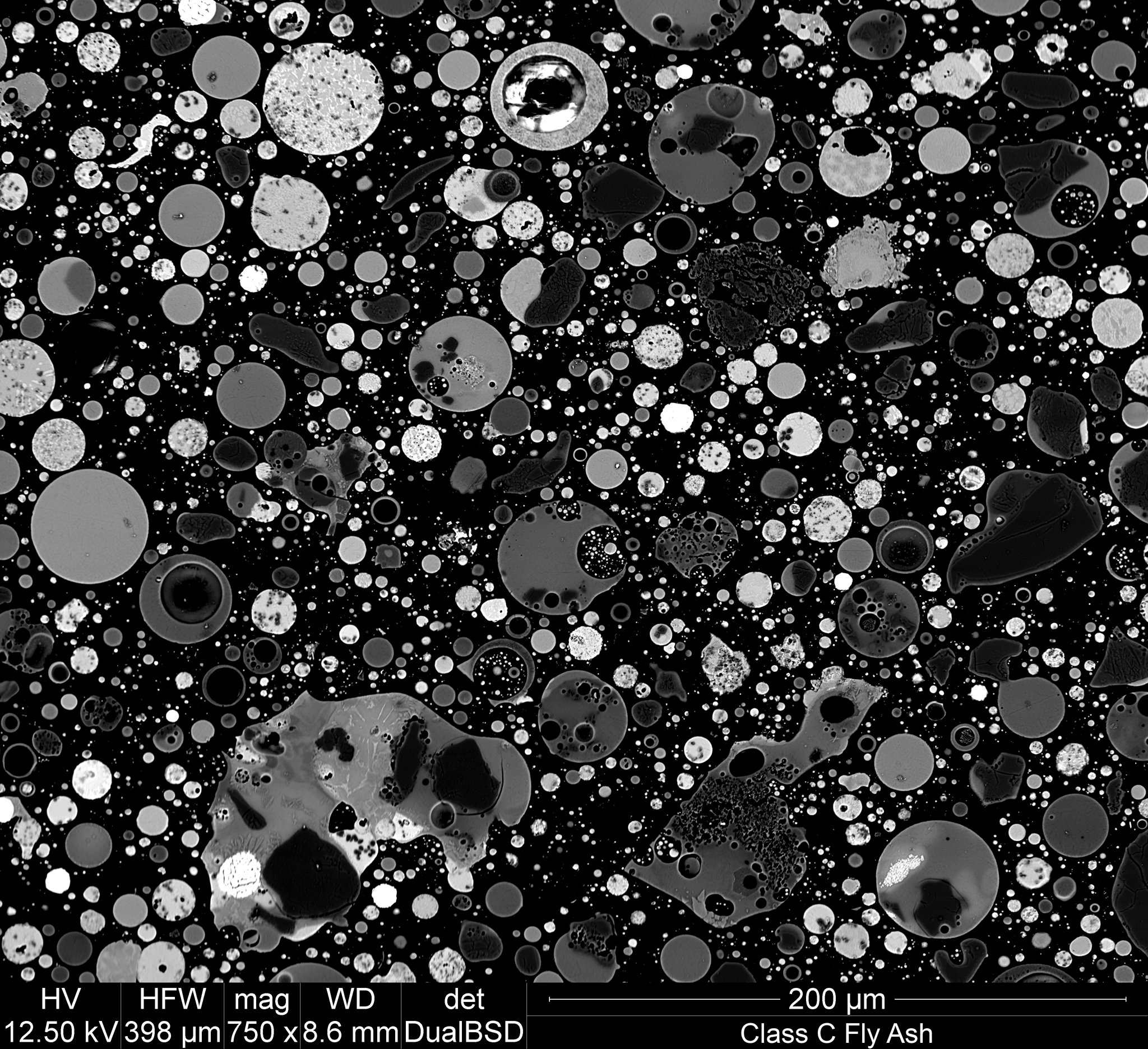
Coupe transversale de particules de cendres volantes (grossissement : 750x ; microscope électronique à balayage avec détecteur de rétrodiffusion. La cendre volante de charbon ou d’incinération est plus fine et composée d’éléments plus arrondis que les cendres volcaniques auxquelles elles sont parfois comparées

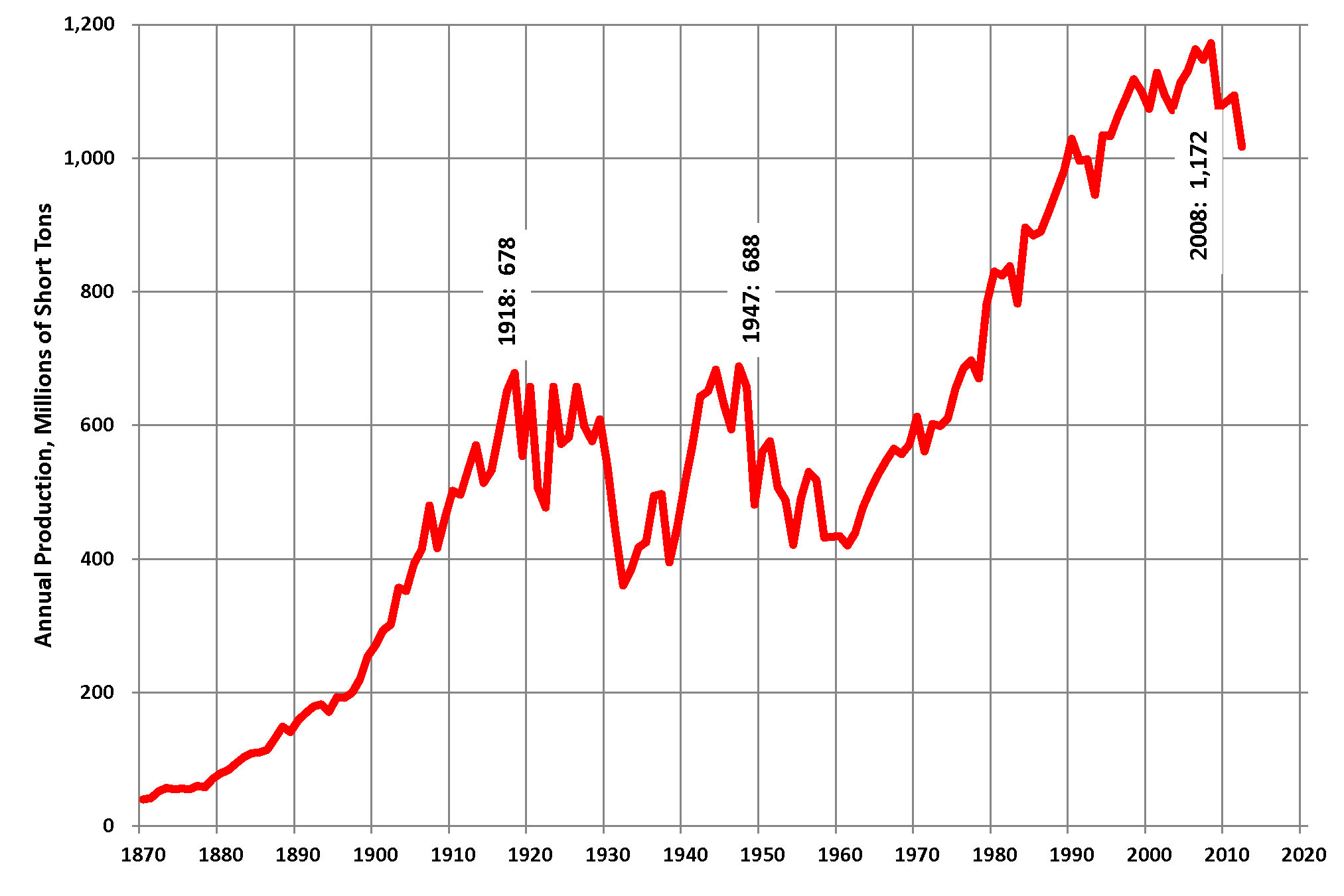
Courbe de production de charbon aux États-Unis, qui donne une idée de ce qu’a été la courbe de production de « produits issus de la combustion du charbon (gaz, cendres et mâchefers)

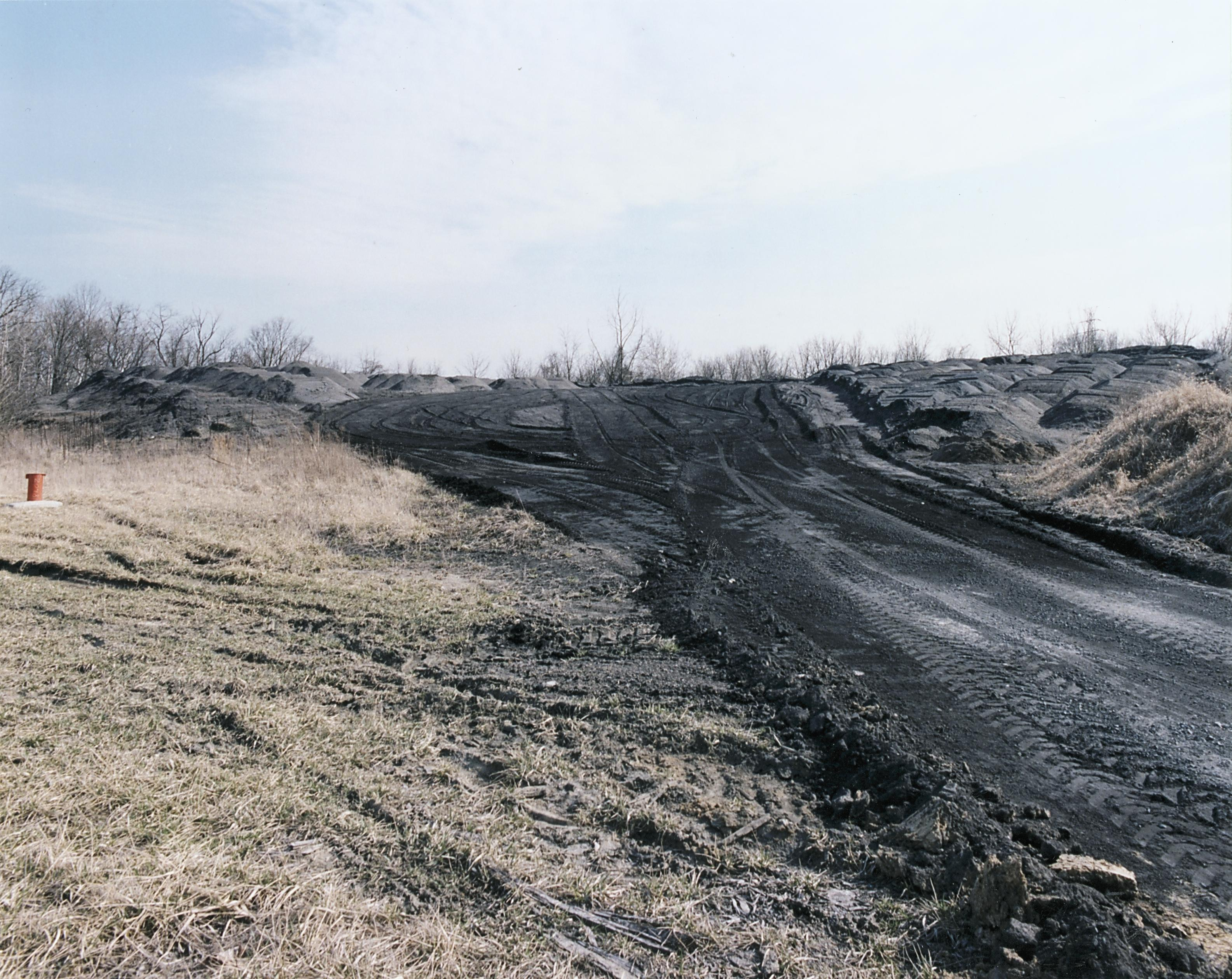
Les cendres volantes ont souvent été dispersées dans les paysages sans précautions particulières, en dépit de leur contenu en substances indésirables ou métaux toxiques.

La cendre volante, parfois dénommée PFA (pour « pulverised fuel ash » en anglais ; ce qui pourrait être traduit par « cendre de combustible pulvérisée »), est l’un des trois déchets issus de la combustion du charbon dans les grandes chaudières industrielles et dans les chaudières de centrales électriques au charbon (les deux autres grands types de déchets étant les gaz émis dans l'air, et les mâchefers). Ensemble avec les cendres enlevées du fond de la chaudière (bottom ash en anglais) elles constituent ce qu’on appelle la cendre de charbon.
À l'échelle microscopique, ces cendres se présentent comme un agglomérat de particules fines, expulsées de la chambre de combustion avec les gaz de combustion. Elles sont dites volantes par opposition aux mâchefers et « cendres sous-foyers ». Dans le passé, une grande partie des cendres volantes étaient relâchées dans l'atmosphère, puis la législation environnementale a imposé que ces cendres polluantes soient extraites des gaz rejetés dans l’air. Dans les centrales au charbon modernes, elles sont capturées par des précipitateurs électrostatiques ou d'autres équipements de filtration des gaz avant que ces derniers n'atteignent les cheminées.
On en produit de grandes quantités (ex. : second déchet en volume aux États-Unis, derrière les ordures ménagères), stockées dans les usines ou à proximité, puis mises en décharge ou offertes ou vendues pour divers usages (vendue à l'industrie du ciment qui la substitue aux pouzzolanes, souvent).

## Formation des cendres volantes
Les cendres volantes se solidifient rapidement à partir de gaz et particules en suspension dans les gaz de combustion et d'échappement (ce qui leur confère une forme de micro-bille sphérique de 0,5 μm à 300 μm) .
Elles sont alors collectées par des précipitateurs électrostatiques et/ou des sacs filtrants.

## Composition
Selon le type et la provenance du charbon brûlé, les composants de la cendre volante varient considérablement. Mais toutes les cendres volantes contiennent des quantités substantielles de silice (dioxyde de silicium, SiO2) et des formes amorphes et cristallines d’oxyde d'aluminium (Al2O3) ainsi que de l'oxyde de calcium (CaO). Ces oxydes proviennent de la fraction minérale incombustible des sédiments des couches de terrain carbonifère.
Constituants secondaires :
Ils dépendent fortement de la composition du lit de charbon mais incluent généralement, tout ou partie, des éléments suivants parfois trouvés à l'état de traces (quelques centaines de ppm) : arsenic, béryllium, bore, cadmium, chrome, chrome hexavalent, cobalt, plomb, manganèse, mercure, molybdène, sélénium, strontium, thallium et vanadium, avec de très faibles concentrations de dioxines et d'hydrocarbures aromatiques polycycliques (HAP),.
Le refroidissement rapide des cendres fait qu'une grande partie des minéraux qu'elles contiennent n'ont pas eu le temps de bien cristalliser. Elles comprennent des minéraux en phase amorphe et d’autres cristallisés (provenant des phases réfractaires du charbon pulvérisé qui ne se vaporisent pas ni ne fondent (ou ne fondent pas entièrement) et restent cristallines. Ces cendres sont donc un matériau complexe et variable.
Du point de vue minéralogique :
Les phases minéralogiques principalement rencontrées sont vitrifiées ou siliceuses (quartz, mullite) avec des oxydes de fer (hématite, magnétite et / ou maghémite).
D’autres phases fréquemment présentes sont : cristobalite, anhydrite, chaux libre, périclase, calcite, sylvite, halite (sel) , portlandite, rutile et anatase.
Les minéraux contenant du calcium (anorthite, gehlénite, akermanite et divers silicates de calcium et aluminates de calcium) sont identiques à ceux trouvés dans le ciment Portland quand les cendres sont riches en calcium .
Concernant les métaux et métalloïdes toxiques  :
- Le mercure est l'un des composants problématique des cendres volantes, car hautement toxique. Liquide à température ambiante il devient très volatil lors de la combustion dans la chaudière et s'évapore. Une petite quantité peut être condensée puis adsorbée dans la cendre en formation. Il est généralement présent à raison de 0,1 à 1 ppm, selon la qualité du charbon[5]. Ce chiffre peut paraître bas, mais il doit être rapporté aux millions de tonnes de cendres de charbon produites chaque année et accumulées dans le monde. Les teneurs en autres éléments traces métalliques et donc les propriétés chimiques et toxicologiques des cendres volantes varient également considérablement selon l’origine du charbon (anthracite, charbon bitumineux et lignite). Les charbons bitumineux (hors l’exception notable du bore) contiennent des éléments trace incombustibles piégés dans la matrice charbonneuse à des concentrations proches de celles des sols superficiels normaux (non pollués)[6] qui seront concentrés dans les cendres de ces charbons.
- Un autre polluant émergeant et problématique, retrouvé en quantité croissante dans la biosphère est le thallium. Présent parfois à des doses importantes dans les cendres, fumées et poussières de cimenteries, il est hautement toxique à faible dose (plus que le plomb, le cadmium et le mercure)

## Classifications réglementaires
En raison d'une réactivité chimique différente, deux classes de cendres volantes (« C » et « F ») ont été définies au niveau international (par l’ASTM (norme ASTM C618). Elles sont principalement différentiées par leur teneur en calcium, silice, alumine et fer .
Les cendres utilisées comme « matériau cimentaire » de remplacement du ciment doivent respecter des normes techniquement strictes (qui n'ont pas de liens avec l'environnement ; aucune réglementation environnementale standard ne les concerne d'ailleurs aux États-Unis). Leur diamètre (pour 75 % des cendres) doit être inférieur ou égal à 45μm, leur teneur en carbone (mesurée par la perte au feu) ne doit pas dépasser 4 % (bien qu’aux États-Unis une perte au feu plus élevée soit autorisée : jusqu’à 6 %).
La distribution granulométrique des cendres volantes a tendance à fluctuer constamment en raison de variations dans le broyage du charbon, puis des performances de la chaudière, ou en raison de conditions différentes de température et refroidissement selon l’emplacement dans la chaudière. Pour être utilisées de manière optimale, afin de remplacer le ciment dans le béton, elles devraient être pré-traitées, par exemple par des méthodes de classification mécanique par l'air. Si elles visent à remplacer non pas le ciment, mais le sable d’un béton, des cendres volantes contenant un peu plus d’imbrulés sont tolérées. Dans tous les cas, un contrôle continu de leur qualité est nécessaire, faisant l’objet de sceaux et marques de contrôle de qualité (ex : marque Bureau of Indian Standards en Inde ou la marque DCL à Dubaï).
Une des cendres volantes ne sont pas conformes à ces exigences (norme ASTM C618). Elles peuvent néanmoins être utilisée pour d'autres applications.

### Cendres volantes de classe F
La combustion d'anthracite de mauvaise qualité ou de charbon bitumineux produit généralement des cendres volantes de classe F, qui peuvent remplacer les pouzzolanes naturelles si elles contiennent moins de 7 % de chaux (CaO). Possédant des propriétés pouzzolaniques, de la silice vitreuse et de l'alumine, elles ne nécessitent qu’un agent de cimentation (ex : ciment Portland, de la chaux vive ou de la chaux hydratée mélangée à de l'eau) pour réagir et produire des composés cimentaires.
Par ajout d’un activateur chimique tel que du silicate de soude (dit « verre liquide »), une cendre de classe F peut aussi former un « géopolymère ».

### Cendres volantes de classe C
Issues de charbon de meilleure qualité (lignite jeune ou charbon sub-bitumineux) ces cendres ont non seulement des propriétés pouzzolaniques, mais aussi des propriétés intrinsèques d'auto-cimentation. En présence d'eau, elles durcissent et forment un substrat qui se renforce avec le temps par cristallisation. C'est pourquoi elles sont souvent utilisées en comblement de tranchées (avec certains risques de pollution pour la nappe en cas de fluctuation de cette dernière).
Elles contiennent généralement plus de 20 % de chaux (CaO) et généralement plus d’alcalis et de sulfate (SO4) que les cendres volantes de classe F. Contrairement à celles classées F, les cendres volantes de classe C ne nécessitent aucun activateur (hormis l'eau) pour que la prise commence. Leur pH naturellement basique limite les risques de lixiviation spontanée des métaux qu’elles contiennent, mais ces cendres peuvent perdre cette propriété en présence d’eaux naturellement acides ou d’eau chaude sous pression.
Au moins un fabricant américain a annoncé une brique de cendres volantes faite d'un béton de cendre contenant jusqu'à 50 % de cendres volantes de « classe C » et, selon ce fabricant, les essais ont montré que ces briques respectent ou dépassent les normes américaines de performance de l’ASTM C 216 pour la brique d'argile conventionnelle. Ce matériau se situe encore dans les limites de rétraction admissibles pour la brique de béton selon a norme ASTM C 55 (Spécification américaine standard pour la brique de bâtiment en béton). Le charbon pourrait être remplacé par des énergies bien moins polluantes, mais en admettant que produire des briques de cendres est aussi une manière de valoriser une énergie fatale et un déchet fatal, il a été avancé que cette production réduirait jusqu'à 90 % l’empreinte énergétique de la construction en maçonnerie . Des briques et pavés de béton à 50 % de cendre étaient annoncées en quantités commerciales avant la fin de 2009.

## Production de cendres volantes et leur devenir
Autrefois une grande partie de ces cendres étaient perdues par envol dans l'atmosphère (qu’elles contribuaient à polluer, tout en étant sources de dépenses et de préoccupations environnementales et sanitaires qui ont finalement généré des lois réduisant les émissions de cendres volantes ; à moins de 1 % des cendres produites en général).
À la fin du XXe siècle dans le monde, plus de 65 % des cendres volantes de charbon étaient réputées éliminées en décharges ou en crassiers (dont certains perdaient beaucoup de matière par envol et à l’occasion des pluies).
Le recyclage des cendres volantes est pour les industriels l’opportunité de répondre à la fois à l'augmentation des coûts financiers et sociaux de mise en décharge, à l'intérêt actuel pour la transition vers une économie circulaire plus soutenable tout en apportant des substituts bon marché à une partie des matériaux nécessaires à la production de béton. Ce recyclage permet à l’industrie du ciment et à celle du charbon de mieux se perpétuer, tout en se parant d’une image plus « verte ».
En 2005, les centrales électriques au charbon américaines déclaraient environ 71,1 millions de tonnes de cendres volantes produites, dont 29,1 MT valorisées dans diverses applications.

### Aux États-Unis
En 2006 aux États-Unis, le rythme annuel de production de sous-produits de combustion du charbon (cendres volantes + mâchefers) était d’environ 125 MT/an (dont environ 43 % avaient des applications commerciales) .
Début 2008, l'Agence de protection de l'environnement des États-Unis espérait voir le taux de réutilisation atteindre 50 % en 2011.
Selon les bilans de l’American Coal Ash Association (publiés depuis 1966) les États-Unis ont à eux seuls produit 123,1 millions de tonnes de « produits issus de la combustion du charbon » en 2005 dont environ 40 % ont été réutilisés (49,6 MT), alors qu’en 2004 ce sont 122,4 MT qui avaient été produites (et 49 MT réutilisées). En 1966 « seules » 30 MT de résidus avaient été produites. Si les près de 42 millions de tonnes de cendres volantes inutilisées avaient été recyclées, cela aurait économisé un énorme volume d’espace d'enfouissement (111,3 × 106 m3),.
Les centrales au charbon américaines sont en léger recul et les lois nationales et fédérales imposent après la fermeture des installations, soit de recouvrir les dépôts de cendres en étanchéifiant les dépôts, soit de les excaver. Dans les deux cas les cendres ne doivent pas être en contact avec de l'eau pour protéger les nappes et eaux superficielles, sous l’égide du NAMAB (« National Ash Management Advisory Board » qui invite les entreprises à mieux intégrer les futures tempêtes, inondations ainsi que les séismes dans leur stratégie de gestion des dépôts de cendres).
Duke Energy, important producteur d’électricité à partir de charbon a recyclé, en 2015, 63 % de ses cendres et a entrepris de ressortir en Caroline du Nord des cendres d’anciennes décharges en raison de leurs impacts négatifs sur l'environnement concerné (sols, nappes) et pour « tirer parti des opportunités de recyclage » (Leverage recycling opportunities), c’est-à-dire les vendre comme matière première quand cela est possible, comme on l’a souvent fait avec les terrils de schistes et de restes d’exploitation charbonnière.
Dans les années 2010 aux États-Unis, environ 43 % de ces cendres sont recyclées, souvent comme « matériau cimentaire », en substitution aux pouzzolanes pour produire du ciment hydraulique et en remplacement total ou partiel du ciment Portland dans la production de béton dits « ternaires » ou « quaternaires » (Les pouzzolanes assurent le durcissement du béton et améliorent sa résistance à l’eau et à certaines attaques chimiques).
Après de longues négociations avec les représentants de l’industrie du charbon et du ciment, l'EPA a publié en décembre 2014 une décision finale permettant aux cendres volantes de charbon d’être réglementées au niveau fédéral comme des « déchets non dangereux » au sens de la loi RCRA (Resource Conservation and Recovery Act) et non plus comme déchets dangereux, en dépit de leur teneur en composés toxiques. Cette exemption ne concerne que le charbon ; quand des cendres volantes ou résiduelles ne sont pas produites à partir du charbon (s’il s’agit par exemple de refioms d’incinérateur ou d’une chaudière brûlant des CSR (combustibles solides de substitution) pour produire de l'électricité, elle est alors généralement classée comme déchet dangereux.

## Utilisation des cendres volantes
Aux États-Unis il n'y a pas de système d’enregistrement ni d'étiquetage obligatoire concernant l'utilisation des cendres volantes dans les différents secteurs de l'économie (industrie, bâtiments et travaux publics (BTP), et agriculture principalement).
Les résultats d’une enquête sur l'utilisation des cendres volantes, reconnue incomplète, sont publiés chaque année par l'American Coal Ash Association.
Les usages les plus fréquents sont :
- Béton (la cendre s’y substitue au sable ou au clinker) ;
- Remblai et matériau de comblement ou lissage (en construction routière principalement et pour combler des tranchées) ;
- Joint de carrelage ;
- Remblais fluides/Matériau de Remplissage à Faible Résistance (MRFR) ;
- Stabilisation /solidification de déchets ;
- Clinkers de ciments (la cendre y remplace partiellement l'argile) ;
- Matériau de comblement de mines et autres cavités ;
- Stabilisation de sols mous (argileux) ;
- Sous-couche routière ;
- Production de brique (la cendre y joue un rôle de granulat de substitution ;
- Charge minérale d’enrobé bitumineux ou de béton bitumineux ;
- Usage agricoles (des cendres volantes sont ou ont été utilisées comme amendement, fertilisant, « modificateur de sol » [17], stabilisant de sols fréquentés par des bovins, matériaux de comblement de mares ou fossés (en période de remembrement). Certains pays ont interdit tout ou partie de ces usages en raison des risques de pollution ou de contamination de la chaine alimentaire (notamment par des champignons, ou végétaux hyperaccumulateurs ou via le gibier). Une étude chinoise a estimé que c’est une source intéressante de silice pour les plantes qui comme le riz en ont besoin. Selon Liu (2001), elles sont riches en silice biodisponible (à poids égal au sol, en 100 heures la cendre libère de 3 à 25 fois plus de silice que le sol)[17] mais elle peut aussi libérer d’autres composants indésirables[18] ;
- Application en vrac sur routes (usage maintenant abandonné en France et dans d'autres pays au profit du seul salage ou d'abrasifs siliceux) ou sur les rivières parfois pour faire fondre la glace quand elle risque de causer des embâcles et inondations[19].

De nombreux autres usages existent, mais qui mobilisent de moindres quantités de cendres. On en trouve jusque dans certains cosmétiques, du dentifrice ou encore comme charge de la résine utilisée pour fabriquer certains comptoirs de cuisine, des carreaux de sol et de plafond, des boules de bowling, des bouées ou gilets de sauvetage, du stuc, des éléments d’ustensiles, des poignées d'outils, des cadres, des carrosseries, des coques de bateaux, du béton cellulaire, des géopolymères, des tuiles, des granules de toitures et de terrasses, des linteaux de cheminée, des parpaings, des tuyaux de PVC, des panneaux isolants structuraux, des éléments de bardage, des rails de roulement, du matériel de grenaillage, des éléments en plastique recyclé, des poteaux électriques et traverses de chemin de fer, barrières routières, pieux marins, portes, châssis de fenêtres, échafaudages, poteaux indicateurs, colonnes, revêtements de sol en vinyle, pavés, cabines de douche, portes de garage, bancs de parc, bois de paysage, jardinières, palettes, moulures, boîtes aux lettres, récifs artificiels, liants, peintures et sous-couches, agents de remplissage dans des produits en bois ou en plastique,,

### Substitut d'une partie du ciment Portland
Grâce à ses propriétés pouzzolaniques les cendres volantes peuvent remplacer une partie du ciment Portland dans le béton .
Cet usage existe en fait depuis 1914 où, en raison de la Première Guerre mondiale, on a cherché des substituts moins onéreux à de nombreux matériaux, mais la première étude notoire sur cet usage date, elle, de la Seconde Guerre mondiale (1937).
Les mortiers utilisés pour les aqueducs ou le Panthéon de Rome intégraient des cendres volcaniques (ou pouzzolane aux propriétés semblables à celles des cendres volantes), ce qui explique l’excellente conservation de mortiers antiques datant d’il y a plus de 2000 ans.
Les cendres volantes de classe « C » sont appréciées pour cet usage, mais les cendres volantes de classe « F » peuvent au contraire dégrader la résistance du béton aux cycles gel/dégel.
Les cendres volantes remplacent souvent jusqu'à 30 % en masse du ciment Portland, mais elles peuvent être utilisées à des doses plus élevées dans certaines applications. Elles renforcent parfois la résistance finale du béton et augmenter sa résistance chimique et donc sa durée de vie.
Elles améliorent aussi la maniabilité du béton (un remplacement du ciment à 50 % par de la cendre a été récemment testé, et même jusqu’à 70 % pour un béton compacté au rouleau (BCR) en construction du barrage de Ghatghar au Maharashtra (Inde). Grâce aux formes sphériques des particules de cendres volantes, le ciment s'est montré plus maniable, tout en demandant moins d'eau.
Les partisans de cette méthode affirment que remplacer du ciment Portland par des cendres volantes réduit l'empreinte écologique ou plus exactement l'empreinte carbone du béton, car la production d'une tonne de ciment Portland génère environ une tonne de dioxyde de carbone, et par ailleurs toute nouvelle production de cendres volantes (via la combustion du charbon) produit environ 20 à 30 tonnes de CO2 par tonne de cendres volantes. Alors que la production mondiale de ciment Portland devraient atteindre près de 2 milliards de tonnes vers 2010, remplacer une grande partie de ce ciment par des cendres volantes a selon eux réduit les émissions de carbone associées à la construction (par rapport à ce qu'elle aurait pu être sans cette substitution).

### Remblais
Par rapport aux matériaux naturels disponibles, les cendres volantes ont des propriétés intéressantes pour la construction de remblais, car leur coefficient d'uniformité est élevé et elles tendent à s’auto-agréger. Ces propriétés varient cependant selon leur distribution granulométrique, qui influe sur la résistance au cisaillement, la compressibilité, la perméabilité ainsi que leur susceptibilité au gel/dégel. Presque tous les types de cendres volantes utilisés en remblai sont de classe F. Le risque de relargage de polluant doit être pris en considération dans les contextes humides et/ou acides.

### Stabilisation de sols
Stabiliser un sol instable signifie en altérer ses propriétés physico-chimiques naturelles de manière à le figer.
Un malaxage avec de la cendre volante peut notamment accroître sa résistance au cisaillement, stopper certaines réactions de retrait-gonflement (dans les argiles par exemple) ou de solifluxion au profit d'une meilleure portance par exemple sous des chaussées et autour de fondations (qui peuvent alors être respectivement plus fines et moins épaisses, avec une imperméabilité améliorée et de moindres besoins d'excavation, et de transport ou manipulation de matériaux). Des tests appropriés permettent de choisir les natures et taux d'adjuvants éventuellement nécessaires pour obtenir un liant stabilisant aux propriétés souhaitées. Ici aussi, le risque de relargage de polluant doit être pris en considération dans les contextes humides et/ou acides.
Le matériel nécessaire est constitué de mélangeurs, d'épandeurs, de malaxeurs de sol, de conteneurs d'entreposage, camions-citernes, ompacteurs, niveleuses, etc.

### Fluides ou pâtes de remplissage
Les cendres volantes sont des ingrédients fréquents de matériau coulé auto-nivelant et auto-compactés, en alternative à de la terre, du sable ou des granulats ; on utilise alors des mélanges de ciment Portland et de charge (cendres volantes notamment) avec d'éventuels adjuvants minéraux ou des résines. La cendre volante peut y remplacer une partie du ciment Portland et/ou de l'agrégat fin (du sable de rivière en général). Les mélanges à haute teneur en cendres volantes contiennent un peu de ciment Portland et assez d'eau pour rendre le mélange fluide.
Les cendres volantes de classe F conviennent mieux aux mélanges à haute teneur en cendres volantes. Inversement les cendres volantes de classe C devraient n'être utilisées qu'en mélanges à faible teneur en cendres volantes,

### Pâte de moulage
En alternative pour tout ou partie aux sables phénolés, des moules de fonderies d'acier pourraient peut-être être fabriqués avec des cendres volantes issues de combustion de bois/végétaux.

### Béton d'asphalte
C'est un béton bitumineux composite, associant un liant bitumineux à un agrégat minéral.
Les cendres volantes de classe F et C peuvent servir de charge minérale pour remplir les vides entre les grosses particules d'agrégats du mélange ; conjointement ou en remplacement d'autres liants (tels que le ciment Portland ou la chaux hydratée).
Pour une éventuelle intégration dans une chaussée en asphalte, les cendres volantes doivent respecter des spécifications.
La nature relativement hydrophobe des cendres volantes rend la chaussée plus résistante à l'arrachement et plus rigide (ce qui améliore la résistance à l'orniérage et augmente la durabilité de la chaussée),.

### Géopolymères
Des cendres volantes ont été testées (avec succès) comme composant dans les géopolymères, où la réactivité des verres de cendres volantes peut être utilisée pour créer un liant apparemment semblable à un ciment Portland hydraté, mais plus résistant et avec des émissions de CO2 plus ou moins réduites (selon la formulation).

## Vers l'obligation de valorisation?
Plusieurs pays d'Europe du nord ont interdit toute mise en décharge de cendres de charbon.
L'Inde (premier producteur au monde) a décidé au milieu des années 1990 d'obliger tous les producteurs à réutiliser 100 % de leurs cendres, mais 16 ans plus tard seules 50 % des cendres étaient réutilisées (73.13 MT soit 55,79 % en 2010-11),, ce qui est bien mieux que le taux de réutilisation aux États-Unis, mais avec encore quelques-uns des usages environnementalement plus à risque (si 48,50 % des cendres partent en cimenteries et 6,30 à la fabrication de briques ; 12,73 % servent au comblement de zones basses, 11,65 % au BTP et 8,26 au comblement de mines). Une recommandation de 2015 est d’encourager le secteur informel à utiliser des cendres de charbon pour la production artisanale de briques.

## Parties prenantes
Il existe une Association américaine des producteurs de cendres volantes (ACAA ou American Coal Ash Association) qui insiste pour que les cendres de charbon ne soient plus présentées comme un déchet, mais comme une matière première ; ACAA promeut l'utilisation de cendres volantes comme élément de "durabilité" du secteur du BTP.